# Carmen Brito
Carmen Brito Alvarado (Santiago de Chile, 4 de agosto de 1947) es una restauradora, montajista y realizadora de cine chileno destacada a nivel nacional e internacional. Es especialmente reconocida por su labor en el rescate de obras importantes del cine chileno.

## Carrera
Brito realizó sus estudios en el Instituto Fílmico de la Pontificia Universidad Católica de Chile entre 1966 y 1970, especializándose después en técnicas de montaje en la Escuela de Artes y Comunicación de esta misma casa de estudios, dedicándose a trabajar de montajista en ese lugar desde 1970 hasta 1980.
En 1981 fue contratada por Chilefilms para realizar labores de montaje, corte de negativos y de archivo hasta el año 1990. Paralelamente se dedicó al montaje de una variedad de documentales y la sincronización y montaje de largometrajes. Además, ha trabajado en la posproducción y montaje de documentales institucionales, comerciales de televisión y otros proyectos.
También se ha dedicado a la docencia en la carrera de Comunicación Audiovisual de Duoc UC y en el área de Montaje, Corte de Negativo y Posproducción en la Universidad ARCIS.
En 2013 recibió el Premio Pedro Sienna por su destacada trayectoria.

## Filmografía

### Como montajista[4]
- Sin título (cortometraje documental, 1974)
- Vías paralelas (largometraje de ficción, 1975)
- Hacia una isla desconocida (documental, 1983)
- Caluga o menta (largometraje de ficción, 1990)[5]
- La frontera (largometraje de ficción, 1991)[5]
- Ciudad Lejos (cortometraje de ficción, 1996)
- El último cierra la puerta (cortometraje de ficción, 1996)
- Coronación (largometraje de ficción, 2000)[5]
- No hay tierra sin dueño (largometraje de ficción, 2003)
- Eme como Mistral (cortometraje de ficción, 2010)
- Buscando Isla de Pascua, la película perdida (documental, 2014)
- Mocha Dick, la ballena mapuche (documental, 2016)

### Restauraciones[6]
- La Dama de las Camelias (José Bohr, 1947)
- Tres tristes tigres (Raúl Ruíz, 1968)
- Canta y no llores, corazón (Juan Pérez Berrocal, 1925)
- Valparaíso, mi amor (Aldo Francia, 1969)
- Bajo la cruz del sur (Antonio Berchenko y Alberto Santana, 1947)
- El húsar de la muerte (Pedro Sienna, 1925. Restauración de 1995)